# Мирче Радуловић
Мирослав Радуловић, познатији као Мирче (рођен 20. маја 1992. у Крушевцу, Србија) је српски поп-фолк певач.

## Биографија
Рођен је 20. маја 1992. у Крушевцу, а одрастао у селу Почековина код Трстеника. Као мали учествовао је на разним такмичењима и музичким фестивалима. Године 2011. наступа на такмичењу Звезде Гранда и осваја 4. место.

## Каријера
Први професионални контакт са музиком имао је на музичком фестивалу "Нове Звезде" 2008. године у Врњачкој Бањи, где је освојио 2. место. Као награду, снима свој први сингл "Фатална" 2009. године.
Учествовао је на такмичењу Звезде Гранда на телевизији Пинк у сезони 2011/2012. Прошао је у финални део такмичења и освојио 4. место. Након такмичења, 2012. године снима песму "Њено" која постаје велики хит.
Након дуже медијске паузе, почетком 2016. године снима песму "Плачите очи моје".

## Дискографија

### Синглови
- Фатална (2009)
- Њено (2012)
- Плачите очи моје (2016)

## Фестивали
- 2008. Врњачка Бања - "Нове Звезде" (2. место)